# Carlos Urán

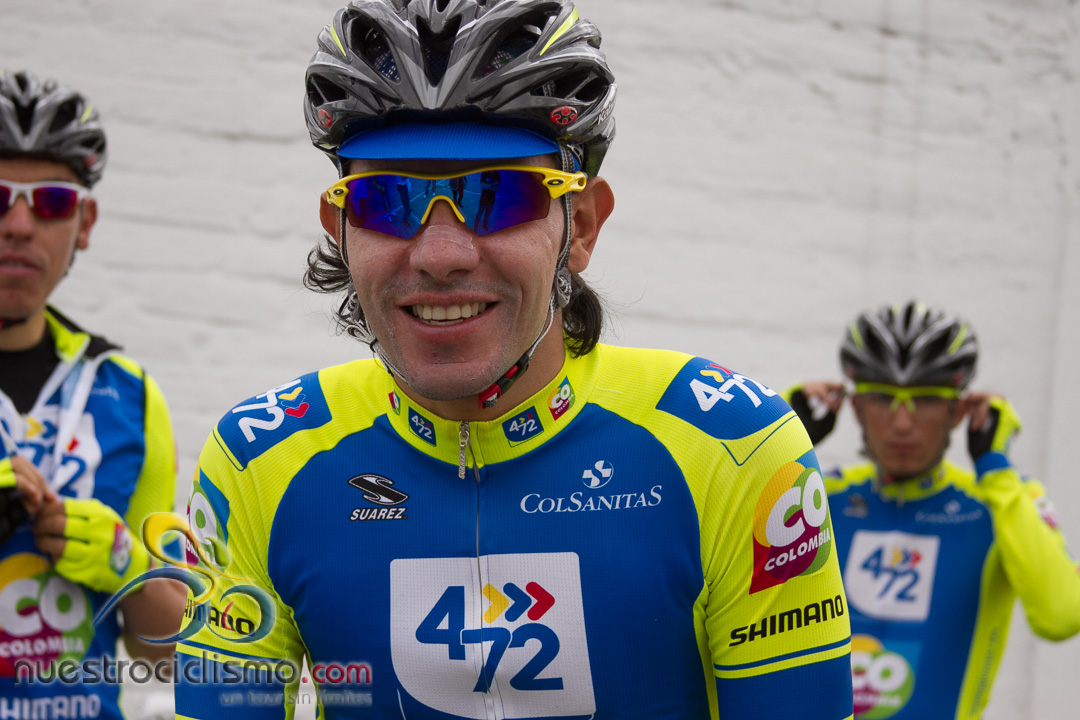
Carlos Urán 2013

Carlos Alberto Urán Arroyave ist ein kolumbianischer Bahn- und Straßenradrennfahrer.
Carlos Urán wurde 2005 kolumbianischer Vizemeister im Punktefahren auf der Bahn. In der Saison 2008 gewann er auf der Straße die zweite Etappe bei der Vuelta al Valle del Cauca nach Roldanillo und auf einem weiteren Teilstück belegte er den zweiten Platz. Beim Bahnrad-Weltcup 2008 in Cali wurde Urán zusammen Juan Esteban Arango Zweiter im Madison hinter dem belgischen Team.

## Erfolge – Bahn
2010
- Panamerikameister – Omnium

2011
- Panamerikameister – Scratch

## Erfolge – Straße
2012
- eine Etappe Vuelta a Colombia

## Teams
- 2012 4-72 Colombia es Pasión
- 2013 472-Colombia
- 2014 4-72-Colombia